# Jean-Baptiste Fiévet
Jean-Baptiste Fiévet , né le 25 mai 1905 à Ressaix en Belgique et fusillé le 18 juin 1943 à la forteresse du Mont-Valérien à Suresnes, est un résistant communiste français.

## Biographie
Jean-Baptiste Fiévet naît le 25 mai 1905 à Ressaix, dans la province de Hainaut, en Belgique. Il épouse le 9 juillet 1927 à Erre Marie Hortense Lesur, née dans cette même commune le 6 novembre 1902. Il a ensuite des enfants avec elle. Il vit à Somain, dans le Nord. Il est membre du Parti communiste français du Front national de lutte pour la libération et l'indépendance de la France et du groupe de Douai des Francs-tireurs et partisans français.
La gendarmerie française l'arrête le 18 septembre 1942 à Somain avec Alexandre Bisiaux et Émile Bouhour, tous trois sont alors accusés de « manœuvres bolcheviques et détention d’armes ». Le tribunal militaire de la Feldkommandantur de Valenciennes le condamne le 2 décembre à quinze ans de réclusion. Une section spéciale du tribunal du Gouvernement militaire en France, qui siège à Paris, le rejuge le 11 juin 1943 et le condamne à mort pour « activité en faveur de l’ennemi ».
Il est fusillé le 18 juin 1943 à 16 h 40 à la forteresse du Mont-Valérien à Suresnes avec Émile Bouhour et Alexandre Bisiaux. Il est inhumé au cimetière de Somain, carré no 11, tombe no 173. Son nom apparaît sur le monument aux fusillés du Mont-Valérien ainsi que sur le monument aux morts de Somain situé dans le cimetière communal.
Son épouse Marie Lesur se remarie le 30 novembre 1946 à Somain avec Clotaire D., et meurt dans cette commune le 21 janvier 1993 à l'âge de 90 ans. Le 15 décembre 1947, le ministère des Anciens Combattants le déclare Mort pour la France. La commune de Somain renomme en sa mémoire la rue située à l'extrême nord de son finage, et la commune de Rieulay en fait de même pour la prolongation de la voie précitée dans son finage.
Jeannine Wantelet est la petite-fille de Jean-Baptiste Fiévet.

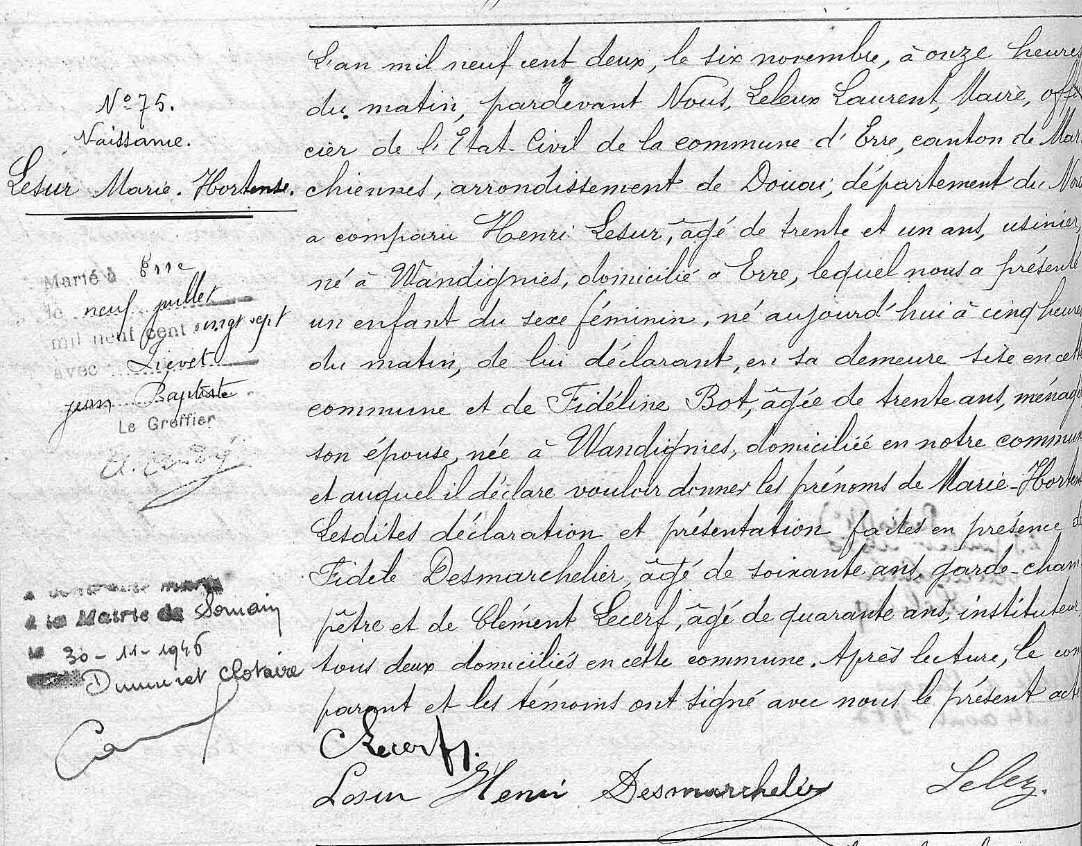
Acte de naissance de Marie Lesur à Erre. Mention est faite du mariage.
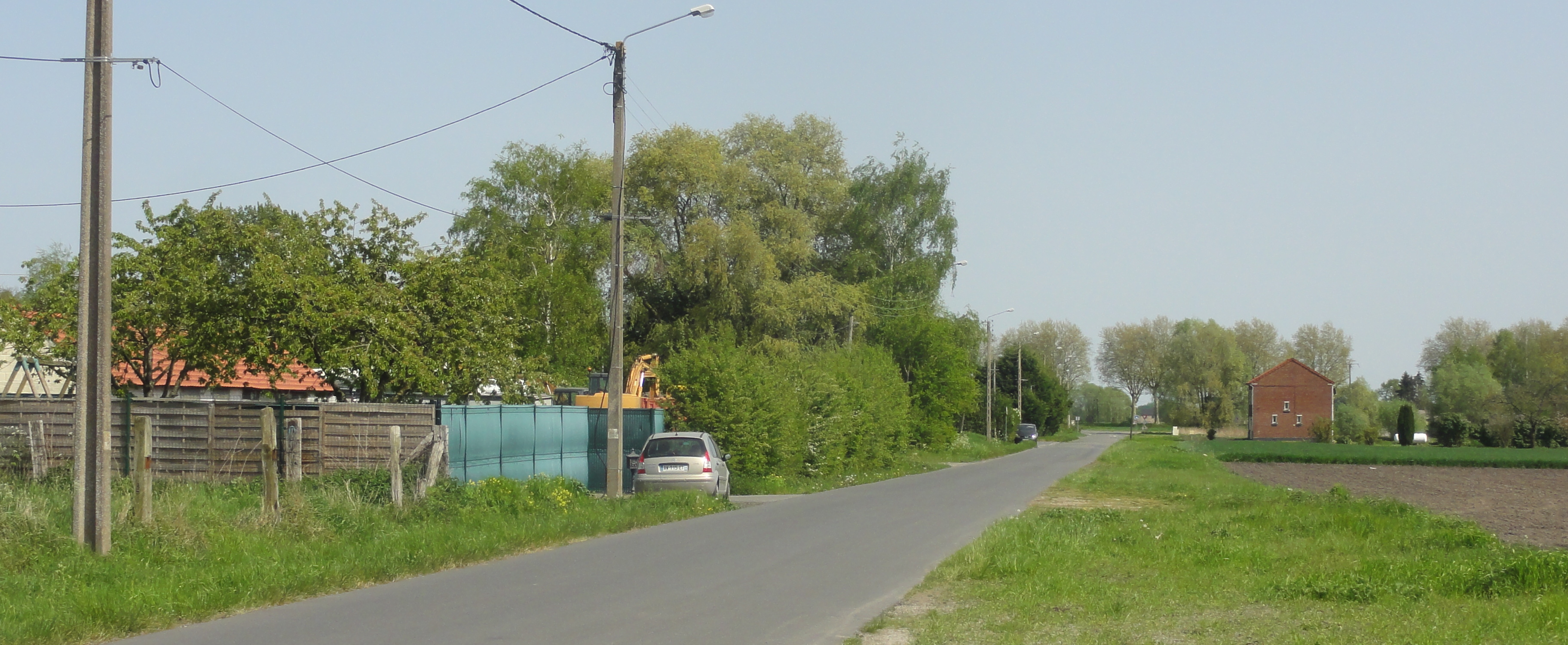
La rue Jean-Baptiste-Fiévet de Somain en avril 2019.
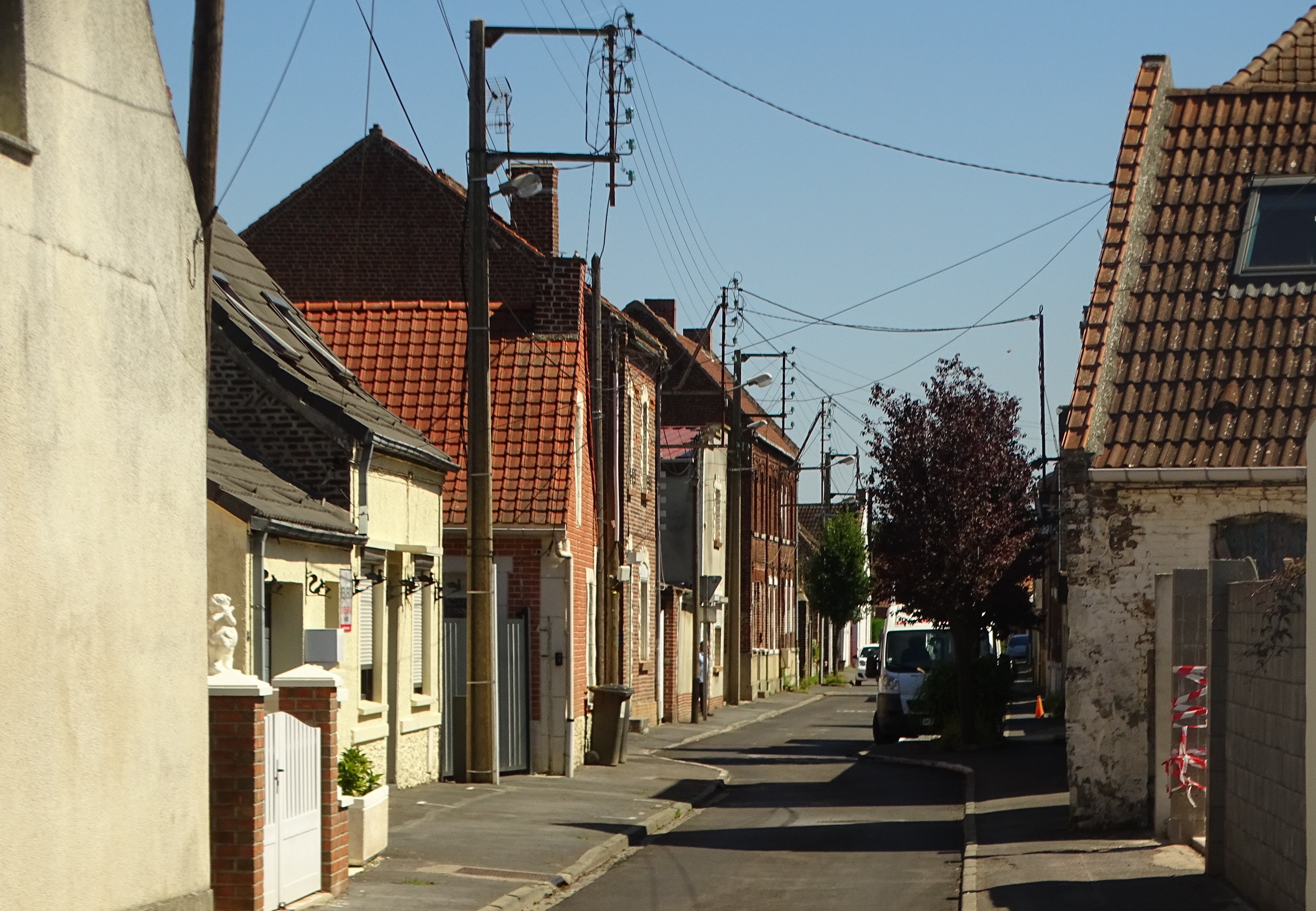
La rue Jean-Baptiste-Fiévet de Rieulay en août 2022.
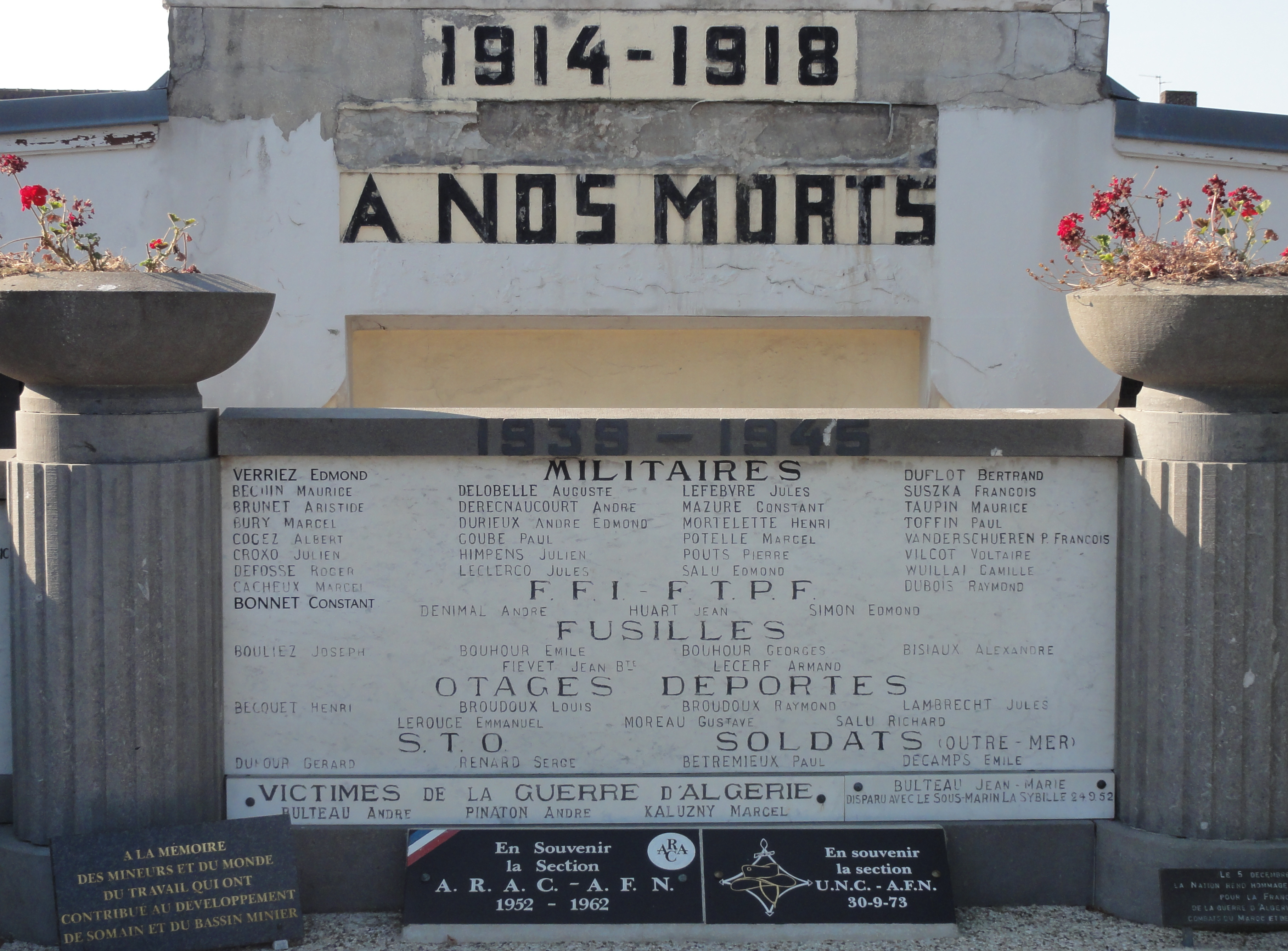
Jean-Baptiste Fiévet est mentionné parmi les fusillés sur le monument aux morts de Somain.